# Жиздик Геннадій Опанасович
Геннадій Опанасович Жиздик (нар. 27 січня 1927, Гайсин, Вінницька округа, УРСР — пом. 23 грудня 1991, Дніпропетровськ, Україна) — радянський футболіст та тренер, начальник футбольної команди. Заслужений тренер УРСР (1980). Заслужений працівник фізичної культури і спорту України. Ветеран Німецько-радянської війни. Почесний громадянин міста Нікополь (Дніпропетровська область).

## Біографія
Г. О. Жиздик народився 27 січня 1927 року в місті Гайсин Вінницької округи Української РСР (СРСР). За національністю — білорус.
Після початку Німецько-радянської війни евакуювався з батьками вглиб країни. З 1942 року навчався в школі в столиці Таджицької РСР Сталінабаді. 15-річним школярем намагався потрапити на фронт, але через вік його не брали.
У 1943 році, завищив собі вік на два роки та поступив у танкове училище, після закінчення якого отримав звання молодшого лейтенанта. Як командир самохідної установки 1198 самохідного артилерійського полку Резерву Головного Командування брав участь в бойових діях в Східній Пруссії, Польщі та Німеччини. 22 січня 1945 року в боях на Одері його танк був підбитий, Г. О. Жиздик отримав опіки 80 % тіла, довелося ампутувати праву руку, видалити одну легеню.
Грав воротарем в «Спартаку» (Сталінабад) в 1942—1943, нападником в «Динамо» (Проскурів) і «Динамо» (Вінниця) в 1947—1952 роках.
У 1958—1969 працював директором стадіону, адміністратором і тренером футбольних команд «Трубник» (Нікополь) і «Кривбас» (Кривий Ріг). Був начальником команди «Сахалін» (Южно-Сахалінськ) — 1970—1972, голова спортклубу і начальником команди «Колос» (Нікополь) — 1973—1981, начальник команди «Дніпро» (Дніпропетровськ) — 1981—1988.
З початком перебудови комбінат «Запоріжсталь», спонсор футбольного клубу «Металург», перейшов на госпрозрахунок і втратив можливість утримувати команду «Металург» з його інфраструктурою, обком профспілки теж припинив щорічне фінансування, яке в 1988 році становила 400 000 рублів. Після цього в 1989 році Г. О. Жиздик створює перший в історії СРСР госпрозрахунковий футбольний клуб «Металург» (Запоріжжя), в якому гравці працюють за контрактом а клубу була дозволена самостійна господарська діяльність згідно з власним статутом. З 1989 по 1991 роки всі витрати клубу фінансувалися з прибутку власних підприємств і кооперативів клубу: виробництво безалкогольних напоїв, кооператив з пошиття спортивної форми і атрибутики, спортивна лотерея, книговидавнича та рекламна діяльність тощо. У 1990 році під керівництвом Г. О. Жиздіка ФК Металург вийшов у вищу лігу СРСР з футболу, піднявшись на 15 місць в турнірній таблиці за два роки.
Помер 23 грудня 1991 року по дорозі із Запоріжжя до Дніпропетровська. Похований на Сурсько-Литовському кладовищі в Дніпропетровську.

## Нагороди та звання
- Орден Вітчизняної війни I ступеня (двічі — 1951, 1985)
- Орден Червоної Зірки
- Медаль «За трудову доблесть»
- Медаль «За перемогу над Німеччиною у Великій Вітчизняній війні 1941—1945 рр.»
- Медаль «За взяття Кенігсберга»
- 6 ювілейних медалей до 20-, 30- і 40-річчя Перемоги, до 50-, 60- та 70-річчя Збройних сил
- Заслужений тренер УРСР (1980)
- Заслужений працівник фізичної культури і спорту України
- Почесний громадянин міста Нікополь (Дніпропетровська область).

## Пам'ять

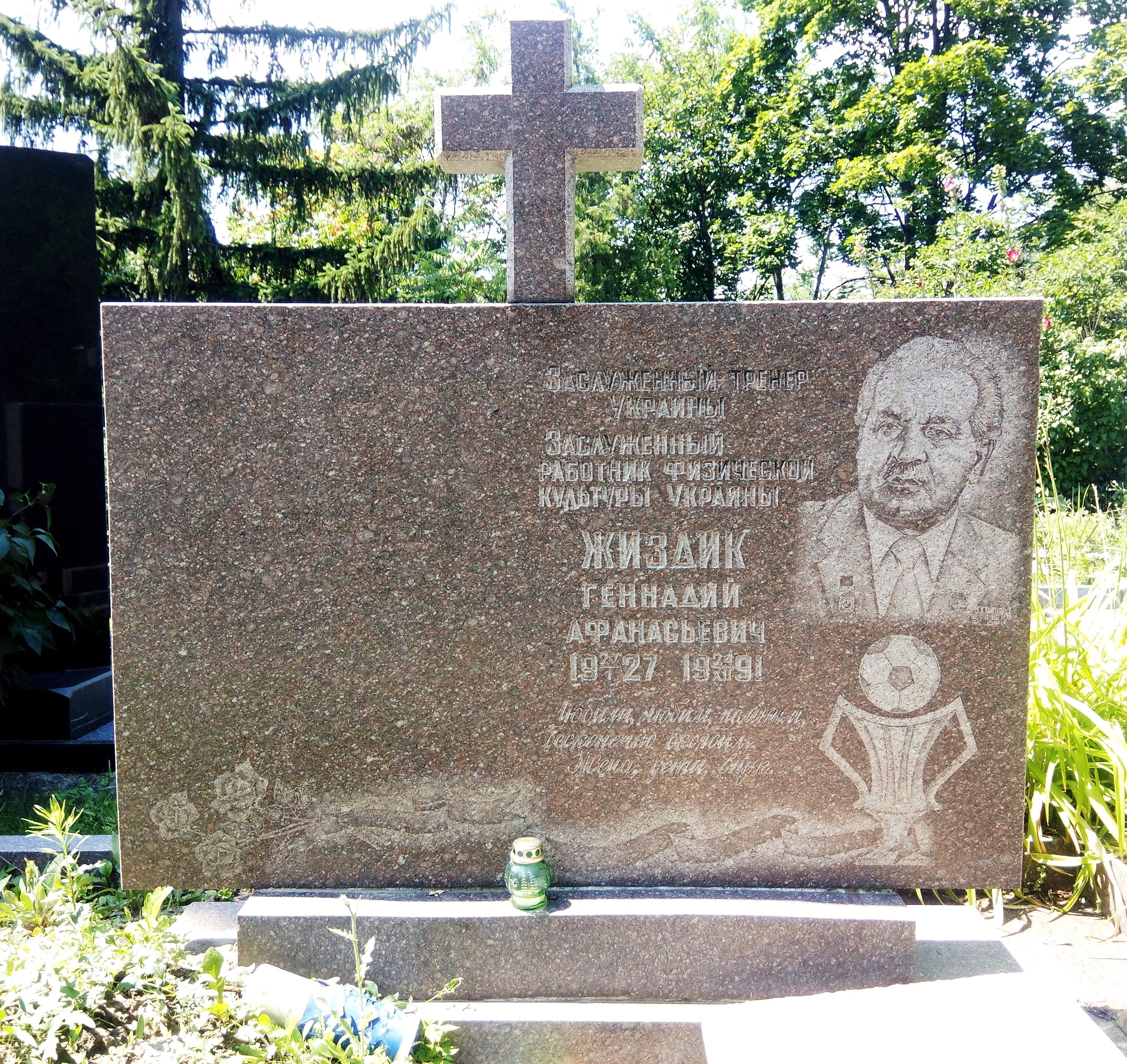
Могила Геннадія Жиздика на Сурсько-Литовському кладовищі в Дніпрі

- Могила Геннадія Жиздика на Сурсько-Литовському кладовищі в ДніпріЗ 1997 року в Запоріжжі щорічно проводиться юнацький турнір з футболу пам'яті першого президента ФК «Металург» Г. О. Жиздика — Міжнародний меморіал заслуженого тренера України Геннадія Жиздіка[5][6].

- У 2013 році його ім'ям названа вулиця Геннадія Жиздіка в Дніпрі[7][8].